# Сакмара (річка)
Сакма́ра (рос. Сакмара) — річка в Росії. Довжина 798 км, площа басейну 30,2 тисячі км². Бере початок на схилах хребта Уралтау, протікає через території Башкортостану (348 км) і Оренбурзької області (412 км), впадає в річку Урал поблизу міста Оренбурга. Середні витрати води біля селища Каргала 110 м³/с. Судноплавна в нижній течії.
На річці розташовані місто Кувандик, села Саракташ, Чорний Отрог, Сакмара, Нікольське, Татарська Каргала і ін.
Сакмара є досить повноводною річкою. Течія швидка, ближче до Оренбурга спокійніше. Вода в річці холодна навіть влітку (досягає в спекотні дні до 23 градусів). Ширина доходить місцями до 80 метрів і більш, глибина до 5 метрів. В порівнянні з температурою в річці Урал, температура в Сакмарі на 2 градуси нижче.